# ويليام هيل (عداء سريع)
ويليام هيل هو عداء سريع صيني، ولد في 11 يونيو 1945.

## وصلات خارجية
- ويليام هيل على موقع اللجنة الأولمبية الدولية (الإنجليزية)
- ويليام هيل على موقع أوليمبيديا (الإنجليزية)